# Julia Bleck
Julia Bleck (Berlín, 6 de marzo de 1985) es una deportista alemana que compitió en vela en la clase Yngling.
Ganó una medalla de bronce en el Campeonato Mundial de Yngling de 2008. Participó en los Juegos Olímpicos de Pekín 2008, ocupando el cuarto lugar en la clase Yngling.

## Palmarés internacional
| \| Campeonato Mundial \| Campeonato Mundial \| Campeonato Mundial \| Campeonato Mundial \| \| Año \| Lugar \| Medalla \| Clase \| \| ------------------ \| ---------------------- \| ------------------ \| ------------------ \| \| 2008 \| Miami (Estados Unidos) \| Medalla de bronce \| Yngling \| |                        |                   |         |
| Campeonato Mundial |                        |                   |         |
| Año | Lugar                  | Medalla           | Clase   |
| 2008 | Miami (Estados Unidos) | Medalla de bronce | Yngling |